# Тельнов, Николай Фёдорович
Николай Фёдорович Тельнов (19 декабря 1923 — декабрь 2005) — российский учёный, специалист в области ремонта машин. Заслуженный деятель науки и техники РФ.
Участник Великой Отечественной войны.
С 1953 по 2000 год работал на кафедре ремонта и надёжности машин Московского института инженеров сельскохозяйственного производства им. Горячкина, в 1974—1989 зав. кафедрой. Первый декан факультета «Организация и технология ремонта машинно-тракторного парка». Научный руководитель отраслевой лаборатории ОНИЛ-2.
Доктор технических наук, профессор.
Автор и соавтор 16 книг, 30 изобретений.
Заслуженный изобретатель РСФСР(1976 г.). Заслуженный деятель науки и техники РФ (1994).
Награждён двумя орденами Красной Звезды, орденом Отечественной войны II степени, орденом Трудового Красного Знамени и 20 медалями.
Монография: Технология очистки сельскохозяйственной техники [Текст] / Н. Ф. Тельнов. — 2-е изд., перераб. и доп. — Москва : Колос, 1983. — 256 с. : ил